# ATA Martial Arts
ATA Martial Arts (anteriormente conocida como Asociación Americana de Taekwondo -ATA-) es una organización deportiva que fue fundada en Omaha, Nebraska en 1969 por Haeng Ung Lee (20 de julio de 1936-5 de octubre de 2000).
Con más de 300.000 miembros activos en más de 21 países -800 escuelas y 120.000 miembros en los Estados Unidos solamente- es una de las organizaciones de taekwondo más grandes del mundo.

## Sede
ATA Martial Arts tiene su sede en Little Rock, Arkansas (ubicada en el 1800 Riverfront Drive) desde el año 1977, siendo presidida por In Ho Lee desde 2011.
Podrás encontrar sedes en más de 21 países, por lo cual tendríamos más de 800 escuelas en todo el mundo.

## Área de influencia
Norte, centro y Sur de América, Europa, Arabia Saudita, India, Nepal, Sudáfrica, Corea del Sur, Australia, y Guam.

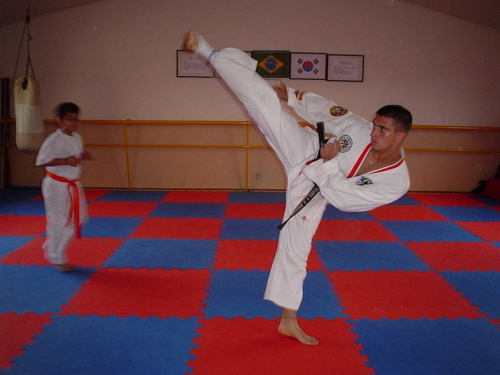
Practicante de taekwondo brasileño de ATA realizando una patada

en estados unidos se fue distribuyendo a otros países (chile, argentina, etc.)
Así inició el ATA

## Historia
El fundador Haeng Ung Lee recibió su cinturón negro de primer dan –grado- en 1954. con el cual fue habilitado para enseñar taekwondo a los miembros del ejército coreano
Posteriormente a ello abrió una escuela cerca de una base de la Fuerza Aérea de los Estados Unidos próxima a Seúl (capital actual de Corea del Sur), en la que comenzó a instruir a militares de esta nacionalidad, incluido un oficial llamado Richard Robert Reed. Vale decir que Reed inspiraría a Lee a mudarse a Omaha, Estados Unidos, para abrir de dicha forma su primera escuela de taekwondo.
La Asociación Americana de Taekwondo (ATA) se formó en 1969, y ocho años después estableció su sede actual en la mencionada ciudad capital del estado de Arkansas.
En 1980, "empezó el desarrollo de un boletín informativo (llamado ATA News); y se agregó líneas telefónicas gratuitas para facilitar la comunicación con el creciente número de instructores en todo el país" (fuente: STF).
Por otra parte, cabe destacar que el primer Mundial fue disputado en 1990, donde H.U. Lee fue el primero en recibir el título de Gran Maestro (Grand Master).
Para "servir como un memorial a su trabajo, dedicación y compromiso", el H.U. Lee International Gate and Garden se erigió en 2009 frente a la sede de ATA.

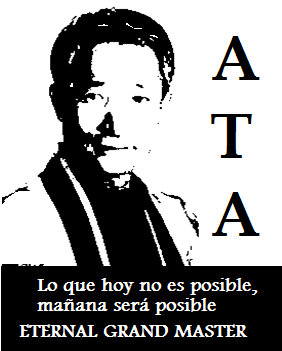
Frase utilizada por U.H. Lee

## Songahm
El Songahm es el estilo practicado en las escuelas afiliadas de ATA. Vale mencionar, que Songahm significa literalmente "Pino y roca". Según la organización, el término Songahm en sí mismo representa "fuerza perenne durante todo el año, larga vida y un símbolo de lealtad humana inmutable". En esta, se compara al alumno con un árbol de pino en crecimiento, desde una semilla (cinturón blanco) hasta un árbol macizo (cinturón negro).
Asimismo, los que practican estilo desempeñan el poome sae (fórmulas, una combinación preestablecida de técnicas ofensivas y defensivas, diseñadas para simular situaciones de autodefensa utilizadas sobre múltiples oponentes), gyeo-roo-gi (Sparring), one-steps (segmentos de sparring), autodefensa (Self-defense), rompimiento de tablas, además de la modalidad de armas (Weapons).

## Instrucciones
- Nota: Hangul es el alfabeto coreano.[54]

| Palabra    | Hangul    | Pronunciación | Significado                 |
| ---------- | --------- | ------------- | --------------------------- |
| Charyeot   | 차렷      | [ 55 ]        | Posición firme              |
| Gyeongnye  | 경례      | [ 56 ]        | Saludar                     |
| Baro       | 바로      | [ 57 ]        | Volver a posición de alerta |
| Swieo      | 쉬어      | [ 58 ]        | Descanse                    |
| Kihap      | 기합      | [ 59 ]        | Grito de ataque             |
| Junbi      | 준비      | [ 60 ]        | Posición alerta             |
| Sijak      | 시작      | [ 61 ]        | Comenzar                    |
| Kalyo      | 갈려      | [ 62 ]        | Alto                        |
| Gyesok     | 계속      | [ 63 ]        | Continuar                   |
| Geuman     | 끝만      | [ 64 ]        | Detenerse                   |
| Dwiro dora | 뒤로 돌아 | [ 65 ]        | Media vuelta                |
| Haesan     | 해산      | [ 66 ]        | Salir                       |

### Números en coreano
- Hana = Uno

- Dul = Dos

- Set = Tres

- Net = Cuatro

- Dasot = Cinco

- Yosot = Seis

- Ilgop = Siete

- Yodol = Ocho

- Ahop = Nueve

- Yol = Diez

## Juramento
- Fuente: ATA Martínez

“Señor:
Practicaré en el espíritu del Taekwondo,
Con cortesía hacia mis compañeros,
Lealtad a mi instructor,
Y respeto por mis inferiores y superiores,
Señor”
“Señor:
Viviré con perseverancia en el Espíritu del Taekwondo, 
En honor con los demás,
Integridad conmigo mismo, 
Y autocontrol en mis acciones,
Señor"

#### Tiny Tigers y Taekwondo For Kids
“Señor:
Seré buena persona
con conocimiento en mi mente honestidad en mi corazón,
Un cuerpo fuerte, muy fuerte
haré buenos amigos y amigas
así seré un increíble cinturón Negro.
Señor”

## Lista de Cinturones y uniforme
ATA utiliza un sistema de rango dividido en dos series: cinturón de colores, y cinturón negro. Cada serie mencionada tiene nueve rangos, cuyo propósito es establecer una cadena de mando y medir el progreso de los estudiantes. El aumento en el número de metas más pequeñas proporcionadas por dicha cantidad de rangos fue diseñado "para aumentar la motivación a corto plazo para lograr y eliminar la necesidad de permanecer en un solo color durante varios meses a la vez".
Según la ATA, cada cinturón tiene un significado simbólico que compara el desarrollo del alumno en taekwondo con el crecimiento de un pino:

### Cinturones de color

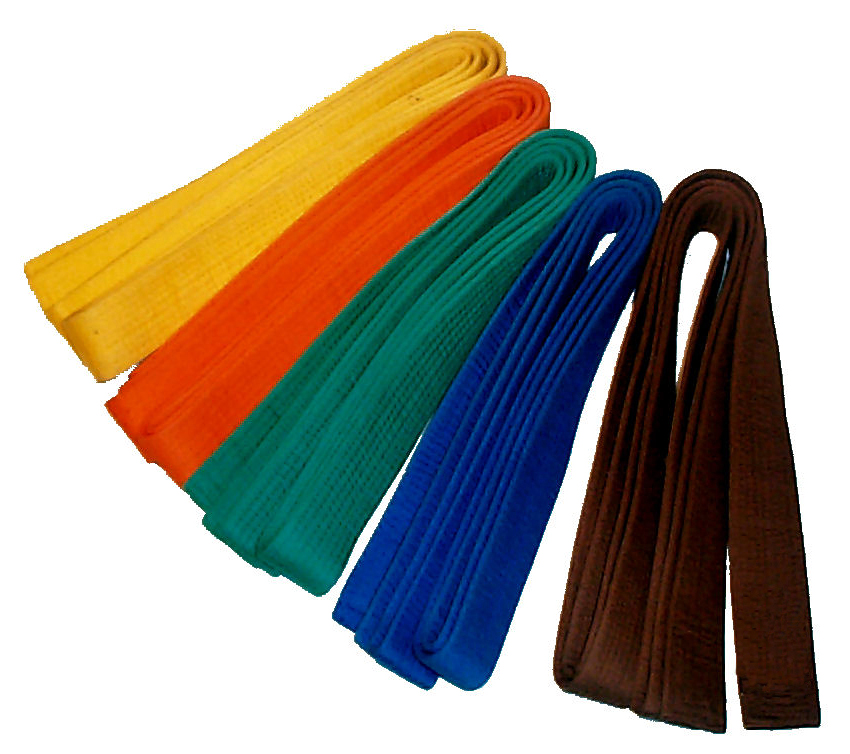
Algunos cinturones utilizados

White Belt (Blanco, Songham 1)- "Puro y sin el conocimiento del Songahm Taekwondo. Al igual que con el pino, la semilla debe ser plantada y nutrida para desarrollar raíces fuertes".
Orange Belt (Naranja, Songham 2)- "El sol está empezando a salir. Como en el comienzo, sólo se ve la belleza del amanecer en lugar del inmenso poder".
Yellow Belt (Amarillo, Songham 3)- "La semilla está empezando a ver la luz del sol."
Camouflage Belt (Camuflado, Songham 4)- "El pequeño árbol está escondido entre los pinos más altos y ahora debe luchar su camino hacia arriba."
Green Belt (Verde , Songham 5)- "El pino está empezando a desarrollarse y a crecer con fuerza."
Purple Belt (Púrpura, Inwha 1)- "Llegando a la montaña. El árbol está en pleno desarrollo y ahora el camino se vuelve empinado".
Blue Belt (Azul, Inwha 2)- "El árbol alcanza el cielo buscando nuevos desafíos."
Brown Belt (Marrón, Choong Jung 1)- "El árbol está firmemente arraigado en la tierra."
Red Belt (Rojo, Choong Jung 2)- "El sol se está poniendo. La primera fase de crecimiento se ha completado."

### Cinturones Negros
1.er Grado Cinturón Negro Recomendado (rojo-negro en apariencia) - "El amanecer de un nuevo día. El sol rompe la oscuridad."
1.er Grado Cinturón Negro (Shim Jun) - "El árbol ha alcanzado la madurez y ha superado la oscuridad. Ahora debe empezar a plantar semillas para el futuro'".
2.º Grado Cinturón Negro (Jung Yul)- "Con tu noble carácter, desarrollarás una nueva permanencia en la vida."
3.er Grado Cinturón Negro (Chung San) - "Paz en la mente y tranquilidad".
4.º Grado Cinturón Negro (Sok Bong) - "Cresta de la montaña de granito".
5.º Grado Cinturón Negro (Chung Hae) - "Domina todo tipo de conocimiento y lo utiliza para hacer muchas cosas."
6.º Grado Cinturón Negro (Jhang Soo)- "Larga Vida".
7.º Grado Cinturón Negro (Chul Joon) 
8.º Grado Cinturón Negro (Jeong Seung)
9 º Grado cinturón negro -último en vida- (Dong Seung)
El rango honorífico de cinturón negro de 10.º grado, denominado "Gran Maestro Eterno" ("Eternal Grand Master"), fue otorgado a Haeng Ung Lee tras su muerte en el año 2000. El rango fue patrocinado y otorgado por los Grandes Maestros de otras grandes artes marciales, muchos de los cuales asistieron al funeral del mencionado fundador.
Cada rango, desde cinturón blanco hasta el negro de segundo grado, puede ser mantenido como un rango Recomendado (R) o Decidido (D). El rango "decidido" está ubicado por encima del "recomendado". Algunas escuelas denotan a este mencionado con un trozo de cinta negra alrededor del extremo del cinturón que cuelga del lado derecho del estudiante.
En las pruebas promocionales de clasificación, los estudiantes pueden recibir un "Pase Completo", "Mitad del pase" o "Sin Cambio". Para los rangos recomendados de cinturón negro, se requiere que el estudiante pase exitosamente la prueba para su próximo nivel decidido dentro de los 6 meses de alcanzar su rango recomendado actual. El no hacerlo resultaría en que el estudiante regrese al rango menor más próximo en el decidido (es decir, un segundo grado recomendado sería regresado a primer nivel decidido).

### Maestros (Mastership)
Una vez alcanzado el de 6.º dan, se obtiene el uniforme de "Master Instructor" (Maestro Instructor). Para obtener este título, este debe someterse a un riguroso proceso de solicitud y examen que dura un año.
Del mismo modo, existe un período mínimo de una anualidad entre el 7.º dan y el título de Senior Master, el 8.º y la denominación de Chief Master (Jefe de Maestros), y el 9.º grado y el honor de llamarse Grand Master (Gran Maestro).
Antes de 2015, sólo había un Gran Maestro a la vez; sin embargo, tras la promoción de varios de estos, el título de "Gran Maestro en pie" (Standing Grand Master) se utiliza ahora para distinguir al elegido de los demás para estar a cargo de la ATA.

### ATA Tigers
El programa de Taekwondo para ATA Tigers, es aquel diseñado exclusivamente para estudiantes preescolares (2-6 años). Cabe aclarar que utiliza parches con animales en ellos en vez de rayas negras en el cinturón para denotar el nivel de rango: Tortuga (Ara) para el cinto blanco, Tigre (Baeoh) para el naranja; Guepardo (Cheeri) para cinturón amarillo; León (Raon) para el camuflado; Águila (Suri) para cinturón verde; Fénix (Choa) para cinto púrpura; Dragón (Mir) para cinturón azul; Cobra (Narsha) para el marrón; y Pantera (Baron) para cinturón rojo.

### Exámenes de grado
Fórmula (poome sae) es una serie de patadas, bloqueos y otras técnicas puestas juntas en un patrón establecido. Cabe destacar que este se vuelve más complejo a medida que los estudiantes progresan a del grado. Por ejemplo, si todas estas (dieciocho en total) se hacen en secuencia, forman una estrella de nueve puntas (ocho puntos exteriores más un punto central) conocida como la Estrella de Songahm. Según la mencionada organización, cuando los puntos exteriores de dicha estrella están conectados, forman un círculo que ejemplifica el equilibrio completo.

### Cinturones de colores
9 º Grado Cinturón Blanco - Songahm 1 - 18 movimientos
8 º Grado Cinturón Naranja - Songahm 2 - 23 movimientos
7 º Grado Cinturón Amarillo - Songahm 3 - 28 movimientos
6 º Grado Cinturón Camuflado - Songahm 4 - 31 movimientos
5.º Grado Cinturón Verde - Songahm 5 - 34 movimientos
4 º grado Cinturón Violeta- In Wah 1 - 44 movimientos
3 º Grado Cinturón Azul - In Wah 2 - 42 movimientos
2.º Grado Cinturón Marrón - Choong Jung 1 - 44 movimientos
1 º Grado Cinturón Rojo- Choong Jung 2 - 46 movimientos

### Cinturones negros
1 º Grado Cinturón Negro - Shim Jun - 81 movimientos
2.º Grado Cinturón Negro - Jung Yul - 82 movimientos
3 º Grado Cinturón Negro - Chung San - 83 movimientos
4 º Grado Black Belt - Sok Bong - 84 movimientos
5 º Grado Cinturón Negro - Chung Hae - 95 movimientos
6 º Grado Cinturón Negro - Jhang Soo - 96 movimientos
7.º Grado Cinturón Negro - Chul Joon - 97 movimientos
8 º Grado Cinturón Negro - Jeong Seung - 98 movimientos
9.º Grado Cinturón Negro - Dong Seung - 99 movimientos
Tanto los estudiantes como los instructores usan un dobok blanco tradicional con el cinturón apropiado a su nivel. Cada dobok tiene en el lado derecho del pecho un parche de ATA, mientras que en el izquierdo uno respectivo de la escuela o club de pertenencia. En la parte posterior del uniforme, los instructores poseen la palabra "TAEKWONDO" arqueada sobre un logo de ATA rojo y azul. Debajo de esta se halla su nombre. Aún que esto no siempre es así y puede variar dependiendo del club de pertenencia.
Además, hay un dobok negro y rojo utilizado específicamente para el programa de liderazgo (Leadership), con letras rojas y sin logotipo alguno.
Los Maestros usan uniformes tradicionales de seda para eventos especiales tales como la Ceremonia de Maestros en los Campeonatos Mundiales:
Master - 6.º grado cinturón negro - Blanco
Senior Master - 7.º grado cinturón negro - Azul
Chief Master - 8.º grado cinturón negro - Rojo
Grand Master - 9.º grado cinturón negro - Negro/Oro

## Songahm Taekwondo Federation
La Federación de Taekwondo Songahm es una rama de ATA establecida para Sudamérica. Fue fundada en 1984 por H.U. Lee y César Ozuna.

### World Traditional Taekwondo Union
Fundada durante el otoño estadounidense de 1990, la World Traditional Taekwondo Union (WTTU) es una división de Songahm Taekwondo. Cabe añadir, que las iniciales STF distingue a las escuelas de Sudamérica, mientras que la mencionada WTTU cubre el resto del mundo.

## ATA en Argentina
En 1983, "ATA News se convirtió en ATA Magazine, justo a tiempo para reportar como Grand Master Lee hacía historia en las artes marciales desarrollando el sistema de entrenamiento de Songahm Taekwondo. Las fórmulas de Songahm revolucionaron el progreso de la American Taekwondo Association. En vez de ser una mezcla de diferentes fórmulas para diferentes rangos, las fórmulas Songahm fueron las primeras en la comunidad de las artes marciales en construir sobre la base de la fórmula anterior, teniendo un crecimiento progresivo en cada rango. Cada una de las fórmulas Songahm forman parte de un todo, una vez completadas forman la estrella Songahm. Como el Taekwondo es conocido por sus técnicas de patadas, las fórmulas Songahm de Grand Master Lee integran las patadas mucho antes que cualquier otra en el entrenamiento de los alumnos. Esto hace que los alumnos puedan desarrollar sus habilidades con las patadas mucho antes y estar mejor preparados y sin miedos cuando llegue el tiempo de empezar a hacer luchas (sparring). Adicionalmente las fórmulas de Songahm Taekwondo desarrolladas por Grand Master Lee reflejan mejor la cultura y tradición del Taekwondo Coreano. En la década de 1980, la American Taekwondo Association, continuó con un tremendo crecimiento. Cruzó las fronteras de los Estados Unidos de América y Songahm Taekwondo creció hacia el sur de la frontera, y la Songahm Taekwondo Federation, (STF) fue formada en 1983 para los Instructores de América del Sur.
Como resultado de un renovado énfasis en el fitness, la percibida necesidad de autodefensa, y la cantidad de películas, hicieron que las artes marciales se vuelvan muy populares durante los años 80. Desafortunadamente, muchas escuelas de artes marciales que empezaron en esta época no fueron fundadas de acuerdo a los valores tradicionales. De manera a satisfacer la necesidad de entrenamiento de Taekwondo para toda la familia, la American Taekwondo Association empezó la licencia de Taekwondo USA Family Centers, en muchas ciudades. Estas escuelas enfatizaban los valores tradicionales del arte marcial y la buena conducta de los alumnos era premiada, no solo sus habilidades físicas. A través del desarrollo de programas como Karate for Kids, la American Taekwondo Association proveyó un programa para que los niños crezcan mentales, emocional y físicamente. El suceso del programa Karate for Kids de la American Taekwondo Association, se revela en la cantidad de veces que ha sido copiado (pero nunca igualado) por otras organizaciones de artes marciales.
Como Songahm Taekwondo continuó creciendo en América del Norte y del Sur, la publicación oficial fue mejorada y la ATA Magazine se convirtió en Taekwondo World en 1988. Este cambio reflejaba mejor la creciente influencia de Grand Master Lee en el mundo del Taekwondo. La habilidad para crear apoyo y un ambiente familiar fueron los elementos claves en el explosivo crecimiento de Songahm Taekwondo. Los alumnos que crecieron en Songahm Taekwondo muchas veces no saben que la actitud de nuestra organización realmente es única; mientras que los alumnos que se trasladan de otras organizaciones inmediatamente reconocen y aprecian la diferencia en la filosofía. En ningún otro aspecto es esta actitud diferente hacia las artes marciales tan obvia como en los torneos organizados por la federación. En vez de la actitud de ganar a cualquier precio, promocionado por algunos estilos no tradicionales, la American Taekwondo Association enseña a competir en torneos en un ambiente familiar y de aprendizaje. Grand Master Lee desarrolló un sistema de competencia seguro y aun así desafiante siendo actualmente el circuito de torneos más grande en la industria de las artes marciales. El Campeonato Mundial de Songahm Taekwondo que se realiza cada año es la mayor competencia en el mundo, con más de 4000 competidores.
Como Grand Master Lee se ha relacionado con otros Maestros de la comunidad mundial de las artes marciales, el se empezó a dar cuenta de la necesidad de tener una organización con los valores tradicionales del arte marcial. Después de consultar con otros líderes de artes marciales en los Estados Unidos de América y otros países, Gran Master H. U. Lee formó la World Traditional Taekwondo Union, (WTTU) en 1991. La formación de esta organización facilitó el crecimiento de Songahm Taekwondo en Europa y Asia. Songahm Taekwondo está disponible ahora para alumnos del mundo a través de la World Traditional Taekwondo Unión, la American Taekwondo Association y la Songahm Taekwondo Federation. En el pasado, mucho del conocimiento antiguo de los Maestros de artes marciales fueron perdidos, parte por la destrucción de las guerras, como así también por la falta de documentación escrita. Gran Master H. U. Lee de manera a evitar este tipo de problemas en el futuro empezó a producir una colección de libros donde se cubren de manera comprensiva todos los aspectos del entrenamiento del Taekwondo tradicional. Estos libros, llamados The Way of Traditional Taekwondo, (El camino del Taekwondo tradicional), son publicados como volúmenes individuales para cubrir cada uno de los rangos dentro del sistema de Songahm Taekwondo. Esta enciclopedia de artes marciales asegurará que las generaciones futuras tengan información disponible sobre Songahm Taekwondo. Coincidiendo con estos volúmenes, la revista oficial de la ATA también cambió de nombre, en 1995 pasó a llamarse The Way of Traditional Taekwondo.
Trabajando siempre para asegurar el suceso de sus Instructores y Alumnos, Grand Master Lee continuó innovando y proveyendo soporte a través de una red de escuelas afiliadas a la ATA. En la American Taekwondo Association y en sus organizaciones afiliadas, los dueños y operadores de escuelas encuentran soporte administrativo, servicios varios y cuentas para compras de mercaderías y equipos de artes marciales. Este soporte administrativo y organizacional disponible para los Instructores asociados a la ATA/STF/WTTU no tiene paralelos; otras organizaciones de artes marciales han intentado copiar varias veces pero nunca ha sido igualado.
Hoy, las organizaciones ATA/STF/WTTU continúan proveyendo innovadores programas de artes marciales para sus escuelas afiliadas. Además del programa Black Belt Club (Club de Cinturones Negros) el cual fue varias veces copiado por otras organizaciones de artes marciales, recientemente se ha incorporado el programa Master Club (Club de Maestros) para proveer a los alumnos un programa bien planeado y documentado sobre el camino para convertirse en un Maestro de Songahm Taekwondo" (fuente: STF)

## Directiva
- Datos oficiales:[76]

### Grandes Maestros del Songahm (“Songahm Grand Masters”)
Dentro de este sistema, tradicionalmente ha habido un Cinturón Negro de 9.º Grado dentro de la organización a la vez. Este individuo tenía el título de Gran Maestro (“Grand Master”) y era considerado el “líder del Songahm Taekwondo”.
Después de 2015, con la promoción de un segundo 9.º dan concurrente (Richard Reed), el título de Gran Maestro de pie (Standing Grand Master) o presidente se utiliza ahora para indicar que dicha persona fue elegida de entre un grupo selecto de noveno dan para estar a cargo de la ATA.

#### Presiding Grandmasters
Haeng Ung Lee (1990-f.2000); nombrado Gran Maestro Eterno (Eternal Grand Master) en 2003
Soon Ho Lee (2001-2011); nombrado Gran Maestro Emérito
In Ho Lee (2011-2019)
G. K Lee (Gran Maestro 2017-2019; ascendido a Presiding Grandmaster 2019)

#### Grandes Maestros (Grand Masters)
Richard Reed (2015-f. 2016)
Robert Allemier (2016-presente)
William Clark (2016-presente)
César Ozuna (2019-presente)

### Consejo de Fundadores
Cuando H.U. Lee fue nombrado Gran Maestro en 1990, creó un consejo conformado por "sus más leales y confiables Maestros y asesores". Este consejo consistía en Soon Ho Lee (hermano y sucesor del fundador), In Ho Lee (posterior a Soon Ho), G.K. Lee (siguiente de In Ho), Grandmaster Robert Allemeir, Grandmaster William Clark, y Chief Master M.K. Lee.

### Consejo de Maestros
Con su diagnóstico de cáncer en el año 2000, H.U. Lee se dio cuenta de que era necesario formalizar el consejo y así "comunicar su visión a los demás miembros de la organización": Los Grandes Maestros (Grand Masters) Clark, In Ho Lee y G.K. Lee; y los Maestros en Jefe M.K. Lee, Robert Jager, Michael Caruso y César Ozuna (con quienes H.U. Lee había fundado la rama sudamericana).